# Kenneth Biller
Kenneth Todd Biller (nascut el 23 de desembre de 1964) és un productor de televisió, escriptor, director de televisió i editor de cinema. Ha treballat en diversos programes de televisió americans, com ara Beverly Hills, 90210, Star Trek: Voyager, Legend of the Seeker i Perception. Durant la seva estada a Voyager, va ascendir d'editor executiu d'històries durant la primera temporada fins a productor executiu de la temporada final, i va ser responsable d'escriure l'episodi que va introduir els Borg a la sèrie.

## Primers anys
Biller va estudiar a la Universitat Brown de Providence (Rhode Island).

## Carrera
La carrera televisiva de Biller va començar el 1992 quan es va unir a l'equip de Beverly Hills, 90210 com a editor executiu d'històries. També va escriure per a The X Files el 1993.
El 1995, Biller es va unir a l'equip de Star Trek: Voyager com a editor executiu d'històries. Un any més tard, es va convertir en coproductor de la sèrie i un any després en va fer productor. Durant la sisena temporada de la sèrie va esdevenir coproductor executiu i va ser ascendit de nou, aquesta vegada a productor executiu i showrunner de la setena i última temporada de Voyager. Va rebre crèdits d'escriptura en diversos episodis de la sèrie i va dirigir diversos episodis, incloent-hi "Reacció" i "Una". Biller va escriure l'episodi "Unitat" que va presentar la primera aparició de l'espècie alienígena Borg a Voyager, que havia aparegut anteriorment a Star Trek: La nova generació, Deep Space Nine i la pel·lícula Star Trek: First Contact.
El 2008, va ser vinculat amb una sèrie basada en la sèrie de novel·les de fantasia de Terry Goodkind Wizard's First Rule. Això es va convertir en la sèrie Legend of the Seeker, que va ser creada per ABC Studios per a la redifusió. Biller va treballar com un dels diversos productors executius,  Biller ha estat recentment escrivint per a la sèrie de drama criminal de TNT Perception, incloent-hi la coescriptura de l'episodi pilot juntament amb el seu company exguionista de Voyager Mike Sussman. Biller i Sussman van col·laborar en la creació de la sèrie.

## Vida personal
Biller està casat, té una filla i un fill i viu a Los Angeles, Califòrnia.

## Filmografia
| Any       | Títol                                   | Notes |
| --------- | --------------------------------------- | --- |
| 1992      | Beverly Hills, 90210                    | Guionista (3 episodis), editor executiu d'arguments (13 episodis) |
| 1993      | The X Files                             | Guionista "Eve" |
| 1995      | Hawkeye                                 | Guionista "Fly with Me" |
| 1995-2001 | Star Trek: Voyager                      | Guionista (35 episodis), editor executiu d'arguments (31 episodis), director (2 episodis), coproductor (36 episodis), productor (27 episodis), coproductor executiu (26 episodis), productor supervisor (26 episodis), productor executiu (25 episodis) |
| 1999      | The Last Man on Planet Earth (Telefilm) | Guionista, productor executiu |
| 2002      | Dark Angel                              | Director (2 episodis) |
| 2002-2004 | Smallville                              | Guionista (5 episodis), director (4 episodis), coproductor executiu (44 episodis) |
| 2004      | North Shore                             | Guionista (2 episodis), director (2 episodis), coproductor executiu (20 episodis) |
| 2005-2006 | E-Ring                                  | Guionista (3 episodis), director de "Acceptable Losses", coproductor executiu (23 episodis) |
| 2006-2007 | Six Degrees                             | Guionista "Surstromming or a Slice", productor executiu (12 episodis) |
| 2008-2010 | Legend of the Seeker                    | Guionista (26 episodis), productor executiu (44 episodis) |
| 2012-2015 | Perception                              | Guionista (10 episodis), director (2 episodis), productor executiu (6 episodis) |
| 2017      | Genius                                  | Guionista (10 episodis), productor executiu (10 episodis) |
| 2022      | The Cleaning Lady                       | Director (1 episodi) |
| 2024      | Land of Women                           | Director (2 episodis) |